# Autostrada A56
Die Autostrada A56 (italienisch für ‚Autobahn A56‘), auch Tangenziale di Napoli (Tangente von Neapel) genannt, ist die Autobahnumgehung von Neapel. Sie ist 21 km lang, sechsstreifig, aber großteils ohne Standstreifen, und mautpflichtig. Sie soll die Innenstadt von Neapel entlasten und den Transitverkehr aus der Stadt aufnehmen.

## Geschichte
Das Infrastruktur-Projekt startete am 31. Januar 1968. Grundlage war die Einigung zwischen der ANAS und Infrasud, einer damaligen Tochtergesellschaft der IRI-Gruppe Italstat und heutige Tangenziale di Napoli S.p.A., sowie die Unterzeichnung eines Vertrags mit 33 Jahren Laufzeit, welcher den Bau und den Betrieb der Trasse regelte. Das Projekt wurde zu 70 % direkt von der IRI, zu 15 % von der damals ebenfalls zur IRI gehörigen Società Meridionale di Elettricità und zu 15 % von der Banco di Napoli finanziert.
Der erste Abschnitt wurde am 8. Juli 1972 zwischen Pozzuoli und Fuorigrotta eröffnet, gefolgt von der Strecke bis Capodichino am 16. November 1975. Es folgten die Eröffnungen der Anschlussstellen Corso Malta und Capodimonte 1976 und 1977.

## Maut und Betreiber
Derzeitiger Betreiber der Autobahn ist die Tangenziale di Napoli S.p.A., eine Tochtergesellschaft der Atlantia. Je nach Anzahl der Achsen des Fahrzeugs beträgt die Mautgebühr pro Fahrt zwischen 1,00 Euro und 3,90 Euro. Die Einnahmen aus der Maut sind rund 6 Millionen Euro pro Monat, täglich nutzten 2017 durchschnittlich 233.646 Fahrzeuge die A56.

## Kunstbauwerke und Verlauf
Im Verlauf der A56 gibt es 3.191 m Brücken, was einen Anteil von 15,8 % der gesamten Länge darstellt. Im Ganzen sind es acht Talbrücken, die in der nachfolgenden Tabelle mit zunehmender Länge aufgeführt sind:
| A56 Tangenziale di Napoli Brücken |        |                    |
| Name                              | Länge  | Sonstiges          |
| Domitiana                         | 56 m   |                    |
| Calata S. Domenico                | 160 m  |                    |
| Via Campana                       | 190 m  |                    |
| Miano-Agnano                      | 190 m  |                    |
| Cassiodoro                        | 193 m  |                    |
| Fontanelle                        | 230 m  |                    |
| Arena S. Antonio                  | 812 m  |                    |
| Capodichino                       | 1360 m | Maximale Höhe 60 m |

Aufgrund des hügeligen Terrains rund um Neapel waren auch einige Tunnel nötig. Deren Gesamtlänge beläuft sich auf 3.775 Meter und einen Anteil von 19,7 % an der Gesamtlänge der A56. In Fahrtrichtung Pozzuoli existieren ferner vier Steinschlagschutzgalerien.